# Isola Victoria (Canada)
L'isola Victoria è una delle isole artiche canadesi. Con i suoi 217.291 km² è l'ottava isola maggiore del mondo e la seconda del Canada: è circa il doppio della grandezza di Terranova. La terza parte a ovest dell'isola appartiene ai Territori del Nord-Ovest, Regione di Inuvik, mentre la parte restante è della Regione di Kitikmeot, nel territorio di Nunavut. A est dell'isola c'è lo stretto di Victoria; i Territori del Nord-Ovest continuano sulla terraferma verso sud, attraverso lo stretto di Pease. Ad ovest dell'isola si trovano il golfo di Amundsen e l'isola di Banks, che è separata da Victoria da un canale chiamato stretto del Principe di Galles.
L'isola Victoria è un'isola con una costa molto frastagliata, che crea quindi molte insenature. Ad est c'è la penisola Storkerson, che finisce con il canale Goldsmith, la porzione di acque che separa l'isola Victoria dall'isola di Stefansson. La penisola di Storkerson è separata dalla parte centro-settentrionale dell'isola Victoria dalla baia di Hadley, la maggior insenatura. Un'altra grande penisola che si trova a nord è la penisola del Principe Alberto, che confina con lo stretto del Principe del Galles. A sud vi è la penisola Wollaston, separata da Victoria dal canale Principe Alberto.
L'isola Victoria raggiunge un'elevazione massima di 655 metri sui Monti Shaler, nella regione centro-settentrionale.
La popolazione dell'isola ammonta a 1.707 persone, delle quali 1.309 appartengono a Nunavut mentre 398 ai Territori del Nord-Ovest. Il maggiore insediamento sull'isola è Cambridge Bay, che sorge sulla costa sud-orientale e appartiene a Nunavut. Ulukhaktok si trova sulla costa ovest e appartiene ai Territori del Nord-Ovest.
L'isola è stata chiamata così in onore della Regina Vittoria del Regno Unito, la regina del Canada dal 1867 al 1901. I luoghi intitolati "Principe Alberto" sono naturalmente in onore del Principe Alberto di Sassonia-Coburgo-Gotha, suo consorte.